# Kupellonura formosa
Kupellonura formosa là một loài chân đều trong họ Hyssuridae. Loài này được Menzies & Frankenberg miêu tả khoa học năm 1966.